# Lomentariaceae
Famille
Les Lomentariaceae sont une famille d’algues rouges de l’ordre des Rhodymeniales. 

## Liste des genres
Selon AlgaeBase (14 mars 2013) :
- genre Binghamia J.Agardh
- genre Binghamiopsis I.K.Lee, J.A.West & Hommersand
- genre Ceratodictyon Zanardini
- genre Lomentaria Lyngbye
- genre Semnocarpa Huisman, H.J.Foard & Kraft
- genre Stirnia M.J.Wynne

Selon NCBI (14 mars 2013) :
- genre Ceratodictyon
  - Ceratodictyon repens
  - Ceratodictyon spongiosum
- genre Gelidiopsis
  - Gelidiopsis intricata
  - Gelidiopsis scoparia
  - Gelidiopsis variabilis
- genre Lomentaria
  - Lomentaria articulata
  - Lomentaria australis
  - Lomentaria baileyana
  - Lomentaria catenata
  - Lomentaria hakodatensis
  - Lomentaria orcadensis
  - Lomentaria pinnata
  - Lomentaria rawitsheri
- genre Semnocarpa
  - Semnocarpa corynephora
  - Semnocarpa minuta
- genre Stirnia
  - Stirnia prolifera

Selon World Register of Marine Species (16 janvier 2021) :
- genre Binghamia J.Agardh, 1894
- genre Binghamiopsis I.K.Lee, J.A.West & Hommersand, 1988
- genre Ceratodictyon Zanardini, 1878
- genre Fushitsunagia Filloramo & G.W.Saunders, 2016
- genre Lomentaria Lyngbye, 1819
- genre Marchesettia Hauck, 1882
- genre Semnocarpa Huisman, H.J.Foard & Kraft, 1993
- genre Stirnia M.J.Wynne, 2001